# 비비아나 슈타인하우스
비비아나 슈타인하우스(독일어: Bibiana Steinhaus, 1979년 3월 24일 ~ )는 독일의 여자 축구 심판이다. 1999년부터 독일 축구 연맹(DFB) 주관 대회 심판을 맡았으며, 2005년부터 국제 축구 연맹(FIFA) 대회의 심판을 맡았다. 2017년 9월부터는 분데스리가 최초의 여성 심판이 되었다. 
DFL-슈퍼컵 2020 경기를 끝으로 비디오 판독심으로 자리를 옮겼다. 슈타인하우스는 독일의 경찰총수로도 일하고 있다.

## 심판 경력
2008년부터 FIFA U-20 여자 월드컵의 심판을 맡아오고 있으며, UEFA 유럽 여자 축구 선수권 대회(2009년, 2013년, 2017년)의 심판도 맡았다. 독일에서 개최된 2011년 FIFA 여자 월드컵에서는 일본과 미국의 결승전 경기의 심판을 맡았다.

### FIFA 여자 월드컵
2011년 FIFA 여자 월드컵
- 2011년 6월 28일:  미국 -  조선민주주의인민공화국 (C조)
- 2011년 7월 6일:  적도 기니 -  브라질 (D조)
- 2011년 7월 17일:  일본 -  미국 (결승전)

2015년 FIFA 여자 월드컵
- 2015년 6월 11일:  캐나다 -  뉴질랜드 (A조)
- 2015년 6월 20일:  중화인민공화국 -  카메룬 (16강전)

2019년 FIFA 여자 월드컵
- 2019년 6월 12일:  프랑스 -  노르웨이 (A조)

### FIFA U-20 여자 월드컵
2008년 FIFA U-20 여자 월드컵
- 2008년 11월 20일:  브라질 -  조선민주주의인민공화국 (A조)
- 2008년 11월 26일:  나이지리아 -  칠레 (D조)

2010년 FIFA U-20 여자 월드컵
- 2010년 7월 14일:  멕시코 -  일본 (C조)
- 2010년 7월 21일:  대한민국 -  미국 (D조)
- 2010년 8월 1일:  대한민국 -  콜롬비아 (3위 결정전)

2014년 FIFA U-20 여자 월드컵
- 2014년 8월 5일:  캐나다 -  가나 (A조)
- 2014년 8월 9일:  파라과이 -  코스타리카 (D조)
- 2014년 8월 16일:  조선민주주의인민공화국 -  미국 (8강전)

2018년 FIFA U-20 여자 월드컵
- 2018년 8월 12일:  브라질 -  조선민주주의인민공화국 (B조)

### 하계 올림픽
2012년 하계 올림픽 축구 여자
- 2012년 7월 28일:  뉴질랜드 -  브라질 (E조)
- 2012년 8월 9일:  미국 -  일본 (결승전)

### UEFA 유럽 여자 축구 선수권 대회
UEFA 여자 유로 2013
- 2013년 7월 10일:  스웨덴 -  덴마크 (A조)
- 2013년 7월 15일:  잉글랜드 -  러시아 (C조)
- 2013년 7월 22일:  노르웨이 -  스페인 (8강전)

UEFA 여자 유로 2017
- 2017년 7월 18일:  오스트리아 -  스위스 (C조)
- 2017년 7월 24일:  벨기에 -  네덜란드 (A조)
- 2017년 7월 29일:  네덜란드 -  스웨덴 (8강전)

### 내용주
1. ↑  흔히 ‘스타인호스’로 표기하는 경우가 있으나, 이는 잘못된 표기다.

### 참조주
1. ↑  김현민 (2017년 9월 8일). “분데스 첫 여성 주심, 슈타인하우스의 모든 것”. 《골닷컴》. 2019년 2월 8일에 확인함.